# Stade Pierre Cornelis
Le stade Pierre Cornelis (ou Pierre Cornelisstadion) est le stade du club de football du SC Eendracht Alost.